# پراگ ۱
پراگ ۱ (به لاتین: Prague 1) یک منطقهٔ مسکونی در جمهوری چک است که در پراگ واقع شده‌است. پراگ ۱ ۵٫۵۳ کیلومتر مربع مساحت و ۳۲٬۵۵۲ نفر جمعیت دارد.

## خواهرخوانده
شهر زلاته هوری خواهرخواندهٔ پراگ ۱ هست.